# Рокіткі (Тчевський повіт)
Рокіткі (пол. Rokitki, нім. Rokittken, 1942–45 Rokitten) — село в Польщі, у гміні Тчев Тчевського повіту Поморського воєводства.
Населення — 930 осіб (2011).
У 1975-1998 роках село належало до Гданського воєводства.

## Демографія
Демографічна структура станом на 31 березня 2011 року:
|          | Загалом | Допрацездатний вік | Працездатний вік | Постпрацездатний вік |
| -------- | ------- | ------------------ | ---------------- | -------------------- |
| Чоловіки | 473     | 135                | 314              | 24                   |
| Жінки    | 457     | 111                | 299              | 47                   |
| Разом    | 930     | 246                | 613              | 71                   |